# C24H34O3
化学式C24H34O3（摩尔质量：370.533 g/mol）可能指：
- 4-甲基戊酸雌二醇，CAS号：？
- 利美索龙（英语：Rimexolone），CAS号：49697-38-3
- 3-氧代胆-4,6-二烯-24-酸，CAS号：88179-71-9
- 3-氧代胆-1,4-二烯-24-酸，CAS号：16505-94-5

|  | 这个同类索引页列出了具有相同分子式的化学物（即同分異構體）条目。 除非您是有意链接至本页，否则应将相应条目的内部链接指向正确的条目。 |